# Joseph Weizenbaum
Joseph Weizenbaum (Berlim, 8 de janeiro de 1923 — Ludwigsfelde, 5 de março de 2008) foi um escritor e cientista da computação teuto-estadunidense. Foi professor emérito do Instituto de Tecnologia de Massachusetts (MIT) e também o criador da linguagem de programação SLIP.

## História
Filho de pais judeus, Weizenbaum nasceu em Berlim e fugiu da Alemanha Nazista em 1935, emigrando com sua família para os Estados Unidos. Começou a estudar matemática em 1941, mas seus estudos foram interrompidos pela Segunda Guerra Mundial, durante a qual ele serviu as forças armadas. Por volta de 1952 começou a trabalhar com computadores analógicos e ajudou a criar um computador digital para a Wayne State University. Em 1956, trabalhou para a General Electric na Electronic Recording Machine, Accounting (ERMA), um sistema computadorizado que iniciou o uso de fontes magneticamente codificadas impressas na borda inferior dos cheques, o que viabilizou o processamento automatizado de cheques via Reconhecimento de Caracteres de Tinta Magnética. Em 1964, ele assumiu uma cátedra no MIT. 
Em 1962 (ou 1966, de acordo com ELIZA), ele apresentou um programa relativamente simples denominado ELIZA, nome retirado da ingênua Eliza Doolittle, personagem da peça teatral Pigmalião de George Bernard Shaw. O programa demonstrava o processamento de linguagem natural "conversando" com humanos ao estilo de um compreensivo psicólogo rogeriano (programas deste tipo são conhecidos agora como chatterbots). ELIZA é considerada uma precursora das "máquinas pensantes". Weizenbaum ficou chocado ao constatar que ELIZA era levada a sério por muitos usuários, fazendo com que abrissem seus corações para um programa. Então, ele começou a pensar filosoficamente sobre as implicações da inteligência artificial e posteriormente tornou-se um de seus principais críticos.
Seu influente livro Computer Power and Human Reason de 1976, demonstra sua ambivalência em relação à tecnologia de computadores e especifica o porquê: embora a inteligência artificial possa ser possível, nunca deveríamos permitir que computadores tomassem decisões importantes, porque as máquinas carecem de qualidades humanas tais como compaixão e sabedoria. Para ele, esta era a conseqüência de não terem sido criadas no ambiente emocional de uma família humana.
Em 1996, Weizenbaum mudou-se para Berlim e morou nas vizinhanças da casa onde havia vivido com seus pais.
Um documentário sobre Weizenbaum foi lançado em 2007, inicialmente em alemão; posteriormente, foi criada uma versão em inglês.
Até sua morte, foi presidente do Conselho Científico do Institute of Electronic Business em Berlim. Além de trabalhar no MIT, Weizenbaum mantinha compromissos acadêmicos com Harvard, Stanford, Universidade de Bremen e outras universidades.

## Obras
- "ELIZA - A Computer Program for the Study of Natural Language Communication between Man and Machine" in Communications of the Association for Computing Machinery 9 (1966): 36-45.
- Computer Power and Human Reason: From Judgment To Calculation, San Francisco: W. H. Freeman, 1976 ISBN 0-7167-0464-1